# ماقار (هند)
ماقار (به انگلیسی: Maghar) یک منطقهٔ مسکونی در هند است که در Sant Kabir Nagar district واقع شده‌است. ماقار ۱۹٬۱۸۱ نفر جمعیت دارد و ۶۸ متر بالاتر از سطح دریا واقع شده‌است.